# Insättningsgaranti
Insättningsgaranti är en garanti för de pengar som personer sätter in på konton i banker och andra finansinstitut. Garantin innebär att den som satt in pengarna skall kunna få tillbaka dem även om banken går i konkurs. En insättningsgaranti har normalt begränsningar i hur stort belopp och vilka typer av konton som skyddas.
Investerarskyddet är en parallell till insättningsgarantin men skyddar andra typer av tillgångar.

## Insättningsgaranti i olika länder

### Inom EU
Alla länder inom Europeiska unionen måste ha en insättningsgaranti som uppfyller vissa minimikrav, i enlighet med riktlinjer som beslutades 1994. Garantin måste sträcka sig till insättningar om minst 20 000 euro per person, och garantin måste garantera en återbetalning på minst 90%. Inom dessa ramar skiljer sig den detaljerade utformningen av insättningsgarantin mellan de olika EU-länderna.
I samband med Finanskrisen 2008 har flera EU-länder utökat beloppen i sina respektive insättningsgarantier. Flera länder har infört en insättningsgaranti på obegränsade belopp, först ut bland dessa var Irland. Därefter har Grekland, Danmark och Tyskland gjort samma sak.
Som en reaktion på detta enades EU:s finansministrar (Ekofin) 7 oktober 2008 att höja det gemensamma beloppet i insättningsgarantin till 50 000 euro. Detta måste dock omsättas i nationella regeringsbeslut eller nationell lagstiftning, beroende på land, innan det höjda beloppet träder i kraft.

#### Sverige
Beloppet höjdes till 500 000 kronor genom riksdagsbeslut den 31 oktober 2008, efter att tidigare ha varit 250 000 kronor sedan garantin infördes 1996. I Sverige är insättningsgarantin 100 000 euro sedan den 31 december 2010. Från och med 1 juli 2016 fastställs beloppet i svenska kronor till 950 000 för
insättare i svenska institut. Insättningsgaranin höjs till 1 050 000 kronor från och med 1 januari 2021. Belopp upp till denna nivå garanteras till 100 %. De konton som skyddas måste uppfylla vissa kriterier, men i samband med höjningen av insättningsgarantins belopp utökas också de typer av konton som skyddas till att gälla alla insättningskonton, från att tidigare enbart ha gällt transaktionskonton. Generellt kan sägas att alla typer av "normala" bankkonton omfattades av insättningsgaratin redan före denna förändring, och att det framgår av kontovillkoren eller årsbeskedet för kontot om det omfattas av insättningsgaranti eller ej. Dock kunde en oklarhet finnas kring vissa typer av konton för bundet sparande, där uttagsavgiftens storlek kunde avgöra om kontot skulle omfattas av garantin eller ej. Oklarheten kom från det faktum att Riksgäldskontoret inte ger förhandsbesked, utan gör en prövning och fattar ett myndighetsbeslut först efter en eventuell konkurs, då pengar begärs ut i enlighet med garantin. De ändrade reglerna är avsedda att minska denna oklarhet.
Den utökade insättningsgarantin från 6 oktober 2008 innebar också att även utländska bankers filialer i Sverige skall omfattas av den svenska insättningsgarantin. Redan tidigare omfattades utländska bankers svenska dotterbolag av den svenska insättningsgarantin, medan filialer omfattades av insättningsgarantin i bankens hemland. Som ett exempel omfattades redan tidigare insättningar i den isländska Kaupthing Banks svenska dotterbolag Kaupthing Bank Sverige AB av insättningsgaranti, och efter utökningen omfattas även insättningar i Kaupthing Edge, som drivits som en svensk filial av det isländska moderbolaget.
Garantin administreras av Riksgäldskontoret och finansieras genom en avgift som banker och andra berörda institut får betala. Avgiften utgör mellan 0,06 - 0,14 procent beroende på institutets kapitaltäckningsgrad.
En utredning som tillsattes 2007 lämnade 4 maj 2009 ett betänkande som innebar förslag om förändringar i insättningsgarantin som bland annat skulle innebära snabbare utbetalning av garantibeloppet; inom 20 arbetsdagar istället för inom tre månader.
| Konkurssatt institut | Tidpunkt      | Antal insättare | Totald utbetald summa |
| -------------------- | ------------- | --------------- | --------------------- |
| Custodia AB          | Hösten 2006   | 1282            | 134,2 mnkr            |
| Allmänna Kapital     | Hösten 2006   | 287             | 40,9 mnkr             |
| Capinordic Bank      | februari 2010 | 825             | 10,6 mnkr             |

#### Finland
I Finland uppgår insättningsgarantin till 100 000 euro per insättare och bank från 31 december 2010. Garanti administreras av Verket för finansiell stabilitet.

#### Danmark
I Danmark uppgår insättningsgarantin från den 1 oktober 2018 till 100 000 euro och omfattar såväl transaktionskonton som bundet sparande. Den första oktober 2010 höjdes beloppet till 100 000 euro från 50 000 euro.

### EES

#### Island
I Island uppgår insättningsgarantin till 20 887 euro. Garantin administreras av Tryggingarsjóður (Insättarnas och investerarnas Garantifond) en självägd, icke vinstinriktad fond.

#### Norge
I Norge garanteras insättningar upp till två miljoner norska kronor genom Bankenes sikringsfond.

### Övriga världen

#### USA
Garantin administreras av Federal Deposit Insurance Corporation, FDIC.

## Motiv till insättningsgaranti

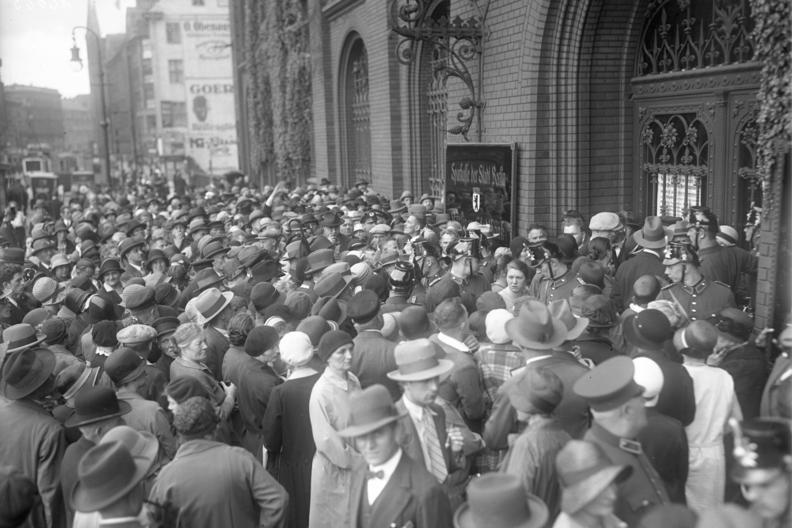
Sparare flockas till banken för att ta ut sina besparingar, Berlin, 1931.

En insättningsgaranti har till syfte att skydda såväl spararna, ett slags konsumentskydd, som stabiliteten i betalningssystemet som sådant. I tider av finansiell oro finns det risk för att sparare tar ut sina pengar från vissa banker för att de inte litar på dem. Om många gör så samtidigt - en så kallad uttagsanstormning - så finns det risk för att banken kortsiktigt inte kan betala ut de önskade beloppen, även om banken i grunden har sunda långsiktiga finanser, enkelt uttryckt eftersom banken inte kan få tillbaka de pengar den lånat ut lika fort som spararna kan kräva tillbaka sina insatta pengar.
Eftersom en uttagsanstormning kan utlösas av ryktesspridning, finns det en risk för att från början ogrundade rykten blir självuppfyllande genom flockbeteende hos spararna. Resultatet av en uttagsanstormning kan ytterst bli en konkurs som sedan påverkar andra banker. Denna typ av kedjereaktioner och det finansiella kaos de kan leda till, anses orsaka kostnader och problem för hela samhället, och inte enbart förluster för bankernas aktieägare. En bank som hotas av konkurs kan tvingas kräva tillbaka och vägra förlänga lån, vilket drabbar samhället negativt. Sunda företag kan gå i konkurs när deras krediter dras in och kunderna inte får låna, vilket skapar problem för andra företag och hela samhället. Det ligger således i statens intresse, som garant för ett lands betalningssystem genom att vara utgivare av valuta, att förhindra denna typ av händelser - alternativt ändra den nuvarande strukturen på banksystemet. Genom att ha en insättningsgaranti är tanken att spararna skall ha ett sådant förtroende för att deras insatta pengar är säkra, att de undviker att överreagera på rykten och agera flockmässigt.
Det finns dock de ekonomer som har påpekat att förekomsten av insättningsgaranti i sig kan innebära att banker tar större risker . Staten kan få täcka upp för banker där ägare och chefer tjänat stora pengar på att låna ut till riskabla låntagare. Det finns också en moralisk risk att sparare letar högre avkastning i mer riskabla banker som de kanske inte skulle gjort utan insättningsgarantin, då garantin flyttar en stor del av risken från spararen till staten medan spararen ändå erhåller den högre räntan (eller riskpremien) som mer riskabla banker tvingas betala. Det kan även leda till att sparare struntar i att göra due diligence innan de sätter in sina pengar, dvs de lånar ut sina pengar till "vilken bank som helst", eftersom allt är garanterat, när de annars förmodligen skulle vara lite mer selektiva.

## Historik
USA var först med att införa insättningsgaranti på nationell nivå 1 januari 1934. Beslutet följde på antal bankkrascher under 1933, som följde i spåren av den stora depressionen som inleddes redan 1929. 1933 års händelser ledde till lagstiftning i form av den så kallade Glass-Steagall Act som etablerade The Federal Deposit Insurance Corporation (FDIC) för att hantera insättningsgarantin.
Under finanskrisen i Sverige 1990–1994 infördes tillfälligt en statlig svensk bankgaranti som hanterades av Bankstödsnämnden. Liknande finansiella kriser inträffade i många länder i början av 1990-talet och ledde 1994 till gemensamma EU-regler om insättningsgaranti. Den svenska insättningsgarantin regleras i lagtext och återfinns under Lagen om insättningsgaranti (1995:1571) . Reglerna omsattes i den svenska insättningsgaranti om 250 000 kronor som infördes 1996, och fram till 2007 hanterades av Insättningsgarantinämnden, innan Riksgäldskontoret tog över ansvaret 1 januari 2008. Den svenska insättningsgarantin har trätt in vid två konkurser sedan den infördes, i Custodia Credit respektive Allmänna Kapital, båda under 2006. 
Idag finns insättningsgaranti i cirka 100 länder.